# Batalla del riu Bilin
La batalla del riu Bilin va ser una de les primeres batalles principals de la campanya de Birmània durant la Segona Guerra Mundial. Lluitada entre el 14 i el 19 de febrer de 1942, la batalla va ser una victòria tàctica del Japó sobre l'exèrcit indi britànic, i va portar a una victòria decisiva per al Japó immediatament després a la batalla del pont de Sittang.
El brigadier Sir John George Smyth, VC —que va comandar la 17a divisió d'infanteria de l'exèrcit indi britànic a Bilin River— va dir que el riu Bilin "en aquella època de l'any només era una rasa, però una bona línia de coordinació". La 17a Divisió era, en aquell moment, una formació nova que encara no havia vist la seva primera batalla.
El 112è Batalló japonès de l'Exèrcit del Sud va entrar a Birmània el 15 de gener. Van prendre Tavoy el 19 de gener, tallant la guarnició de Mergui (que va escapar per mar). En el procés, van capturar tres petits aeròdroms, donant-los un suport aeri proper. Després van avançar cap a Kawkareik.
Smyth va voler retirar-se immediatament a un millor terreny defensiu, però se li va ordenar que es mantingués.

## Preludi
La 17a Divisió va donar tot el que tenia a Bilin i no va cedir terreny als japonesos; però, a mesura que augmentava la pressió, totes les reserves van haver de ser llançades a la batalla, i fins i tot llavors no vam poder evitar que els partits forts de l'enemic giren els nostres flancs.
Brigadier Sir John George Smyth, V.C.
El 26 de gener, la 55a Divisió japonesa va avançar a Moulmein. Prendre la ciutat els donaria un altre camp d'aviació, però als indis els costà defensar-ho. També era un lloc difícil des d'on retirar-se, perquè no hi havia pont sobre el golf de Martaban; qualsevol retirada hauria de ser amb ferri.
L'exèrcit britànic de l'Índia va aguantar dos dies de ferotge lluita i després es va escapar en un vaixell de vapor fluvial. En el procés, van perdre uns 600 soldats i una quantitat important de material.
Smyth va enviar el Brigadier "Punch" Cowan a Rangoon per parlar amb el comandant de l'exèrcit, el general Hutton, i demanar permís per moure's darrere del riu Sittang. En el que Smyth va anomenar una "decisió desastrosa", i potser influenciat per les seves pròpies ordres de més amunt, Hutton es va negar.
Sota la cobertura de la nit de l'11 al 12 de febrer, l'exèrcit japonès va creuar el riu Salween des de Pa-an i va atacar les forces britàniques a Kuzeik, a la riba oposada. Després d'unes hores de ferotge lluita, els japonesos van envair les defenses britàniques. La ciutat de Bilin es trobava al llarg de la riba del riu Bilin al nord-oest de Kuzeik, sense grans masses d'aigua entremig.

## La batalla
La 17a divisió es va mantenir al riu Bilin durant dos dies de lluita a la selva a prop. Les tàctiques japoneses eren de flanquejar, i finalment amb l'encerclament imminent, Hutton va sortir de Rangún i va donar permís a Smyth per retrocedir. La 17a Divisió es va desenganxar sota la cobertura de la foscor i va començar una retirada de 30 milles (48 km) per la pista polsegada fins al pont Sittang.

## Conseqüències
La 17a Divisió es va retirar lentament cap al pont sobre el riu Sittang. Però va ser flanquejada pels japonesos que van arribar a la zona del pont i van forçar-ne l'enderroc. La major part de la 17a Divisió va quedar atrapada al costat equivocat del Sittang. Tot i que la majoria dels homes van poder finalment travessar el riu, gairebé tot el seu equip s'havia perdut.

## Referpencies
1. 1 2 3  Liddell Hart 1970, p. 213.
2. 1 2  Liddell Hart 1970, p. 216.
3. ↑  Randle, John. Battle Tales from Burma.  Yorkshire: Pen & Sword Military, 2004, p. 48–50.
4. ↑  Slim 1956, p. 17.